# Copiapó (tỉnh)
Tỉnh Copiapó là một tỉnh ở vùng Atacama, Chile. Tỉnh lỵ tỉnh này đóng tại thành phố Copiapó. Dân số tỉnh theo điều tra năm 2002 của Chile là 155.713 người, diện tích tỉnh Copiapó là 32.538,5 ki-lô-mét vuông. Về mặt hành chính, tỉnh này được chia ra thành 3 đô thị.